# Торстенссон, Леннарт
Граф (c 1647) Ле́ннарт То́рстенссон (швед. Lennart Torstenson; 17 августа 1603 — 7 апреля 1651) — шведский полководец, участник Тридцатилетней войны.

## Биография
Сын Торстена Леннартсона (из знатного рода владельцев Форстены), коменданта крепости Эльвсборг. Состоял камер-пажом при короле Густаве-Адольфе и сопровождал короля в его ливонских походах, в том числе во время взятия Риги в 1621 году. Прусский поход Густава-Адольфа (1626—1629) стал настоящей военной школой для Торстенссона. Он принимал деятельное участие в преобразовании артиллерии, предпринятом королём, и, командуя ею, содействовал победам при Брейтенфельде (1631) и Лехе (1632).
В 1632 году он был взят в плен при Альте Весте и заключен в сырую тюрьму в Ингольштадте; здесь было подорвано его здоровье. В 1633 году произошел обмен пленными: Торстенссон был освобожден и вскоре принял участие в покорении баварской крепости Ландсберга.
После смерти Густава Торстенссон, вместе с Делагарди, оставался в Пруссии, чтобы отразить ожидавшееся нападение со стороны Польши. После заключения перемирия с Польшей в 1635 году, он снова был вызван на немецкий театр войны и в конце 1635 года соединился с Банером. Оба полководца спасли военную славу Швеции своим редким мужеством и военным талантом. Торстенссон принимал самое деятельное участие в битве при Витштоке (1636), в энергичной обороне Померании (1637 и 1638), в победе при Хемнице и во вторжении в Богемию в 1639 году.
После смерти Банера, в 1641 году, Торстенссон взял на себя главное командование войсками в Германии. Болезнь часто заставляла его следовать за войском в носилках, но не мешала ему наводить страх на врагов. В 1642 году Торстенссон, через Бранденбург и Силезию, вошел в Моравию, где крепость за крепостью сдавались ему. Чтобы не быть отрезанным от коммуникаций, он вернулся в Саксонию и там, при Брейтенфельде, разбил наголову имперские войска. Заняв Лейпциг и прозимовав там, он весной 1643 года, снова вторгнулся в Моравию, усилил гарнизон Ольмюца, осадил Брно, а затем — по тайному поручению своего правительства — поспешил на север: ему было поручено командование в новой войне, вспыхнувшей между Швецией и Данией. Был момент, когда имперский полководец Галлас чуть было не запер Торстенссона в Ютландии, но шведы пробились.
Осенью 1644 года Торстенссон снова явился в Германии, разбил имперскую кавалерию у Йютербога и в начале 1645 года стоял уже в Богемии. Блестящая победа при Янкове открыла ему путь к Вене, но он отступил в северную Богемию: болезни в войске, как и собственные его недуги, удержали его от рискованного предприятия. Состояние его здоровья настолько ухудшилось, что он неоднократно просил увольнения с военной службы.
В декабре 1645 года Торстенссон окончательно вернулся в Швецию, где был возведен в графское достоинство. На последнем этапе своей жизни (после 1648 года) Торстенсон занимал важный пост генерал-губернатора приграничных провинций Вестергётланд, Далсланд, Вермланд и Халланд. Его переписка и другие письма того времени, хранящиеся в национальном архиве, свидетельствуют об активной хозяйственной деятельности, которую он развил в последние годы. 
От брака с графиней Делагарди имел пятерых детей. Наиболее известен их старший сын Андерс (1641-86), занимавший пост генерал-губернатора Эстляндии. Вдова Леннарта через два года после его смерти вступила в повторный брак с Пером Браге. Андерс был женат на дочери Густава Отто Стенбока и внучке Якоба Делагарди. Пресёкся род Торстенсонов в 1727 году.
Торстенссон считается одним из самых незаурядных и успешных полководцев в истории Швеции. В 1786 году король Густав III за свою анонимную конкурсную речь, посвященную памяти Торстенссона, был удостоен премии Шведской академии.